# Troglohyphantes caligatus
Troglohyphantes caligatus är en spindelart som beskrevs av Carlo Pesarini 1989. Troglohyphantes caligatus ingår i släktet Troglohyphantes och familjen täckvävarspindlar. Inga underarter finns listade i Catalogue of Life.